# Camarillo
Camarillo är en stad belägen cirka 90 km väster om Los Angeles i södra Kalifornien, USA. Camarillo hade drygt 57 000 invånare vid folkräkningen 2000. Staden beräknades ha överskridit 64 000 invånare 2006.

## Kända personer från Camarillo
- Bob och Mike Bryan - tennisspelare
- Kaley Cuoco – skådespelare
- Jessica Jewel - porrskådespelare